# Mường Đăng
Mường Đăng là xã thuộc huyện Mường Ảng, tỉnh Điện Biên, Việt Nam.

## Địa lý
Xã Mường Đăng nằm ở phía tây của huyện Mường Ảng, có vị trí địa lý:
- Phía đông giáp xã Ngối Cáy
- Phía nam giáp xã Ẳng Nưa
- Phía tây giáp huyện Điện Biên
- Phía bắc giáp huyện Mường Chà và huyện Tuần Giáo.

Xã Mường Đăng có diện tích 65,79 km², dân số năm 2022 là 4.233 người,  mật độ dân số đạt 64 người/km².

## Hành chính
Xã Mường Đăng được chia thành 11 bản.

## Lịch sử
Ngày 14 tháng 11 năm 2006, Chính phủ ban hành Nghị định số 135/2006/NĐ-CP về việc:
- Thành lập xã Ngối Cáy thuộc huyện Tuần Giáo trên cơ sở điều chỉnh 5.237,22 ha diện tích tự nhiên và 2.585 nhân khẩu của xã Mường Đăng.
- Chuyển xã Mường Đăng thuộc huyện Tuần Giáo về huyện Mường Ảng mới thành lập quản lý.

Sau khi điều chỉnh địa giới hành chính, xã Mường Đăng còn lại 6.148,06 ha diện tích tự nhiên và 3.115 nhân khẩu.
Ngày 26 tháng 8 năm 2019, HĐND tỉnh Điện Biên ban hành Nghị quyết số 124/NQ-HĐND về việc sáp nhập bản Huổi Tăng vào Bản Thái.